# 潭头镇 (福安市)
潭头镇，是中华人民共和国福建省宁德市福安市下辖的一个乡镇级行政单位。

## 行政区划
潭头镇下辖以下地区：
潭头村、富罗坂村、东升村、泥洋村、高岩村、大庄村、建柄村、渔溪洋村、西洋境村、棠溪村、东昆村、枢洋村、柯洋村、南岩村、千诗亭村、东岭洋村、汾洋村、祠堂前村、柘头村、后洋村、鹅山村、上坪洋村、西坑村、太逢村、东坑村、坑坪村、下洋村、半坑村和后湾垅村。